# Pirenidae
Pirenidae (лат.) — семейство паразитических наездников из надсемейства Chalcidoidea (или триба Pireniini в Pteromalidae) отряда перепончатокрылые насекомые.

## Описание
Антенны с 11 члениками жгутика, включая 1 или более видимых анеллусов, не считая обычно присутствующих нечётких анелли. Глаза либо не расходятся вентрально, либо расходятся линейно (Cecidellinae, Eriaporinae, Euryischiinae), а не с вогнутым медиальным краем в нижней половине, как у Cleonyminae и других (исключение составляют некоторые самцы Macroglenes с огромными глазами). Клипеус без поперечной субапикальной бороздки. Лабрум скрытый, гибкий, подпрямоугольный с краевыми волосками в ряд. Мандибулы с 3 или 4 зубцами, раздвинутыми характерным образом. Субфораминальный мост с постгеном, разделённым нижним тенториальным мостом. Нотаули полные. Мезоскутеллум с френумом, обозначенным по крайней мере латерально, и с аксиллярной бороздой. Мезоплевральная область без расширенного акроплеврона; мезэпимерон не выступает за передний край метаплеврона. Все ноги с 5 тарзомерами, за исключением Zebe с 4; шпора передней голени длинная и изогнутая; базитарзальный гребень продольный. Метасома с синтергумом, без эпипигия.

## Систематика
Около 20 родов. Группа впервые была выделена в 1844 году, включалось в состав семейства Pteromalidae. В 2022 году в ходе реклассификации птеромалид это крупнейшее семейство хальцидоидных наездников было разделено на 24 семейства и Pireniini (вместе с Tridyminae, Eriaporinae, Euryischiinae, Cecidellinae) выделены в отдельное семейство Pirenidae.
Pirenidae содержит 5 подсемейств.
- Cecidellinae Mitroiu, Rasplus & Burks, 2022:
  - Cecidellis Hanson, 2005
- Eriaporinae (вместе с Euryischiinae из Eriaporidae Ghesquiere, 1955)[6]:
  - Eunotiscus Compere, 1928
  - Promuscidea Girault, 1917
- Euryischiinae (вместе с Eriaporinae из Eriaporidae Ghesquiere, 1955)[6]:
  - Euryischia Riley, 1889
  - Euryischomyia Girault, 1914
  - Myiocnema Ashmead, 1900
- Pireninae:
  - Ecrizotomorpha Mani
  - Keesia Mitroiu, 2011[7]
  - Lasallea Boucek, 1993[8]
  - Macroglenes Westwood[9]
  - Papuaglenes Mitroiu, 2016[10]
  - Petipirene Bouček, 1988
  - Velepirene Bouček, 1988
  - Watshamia Bouček, 1974[11][12]
  - Zebe La Salle, 2005[7][13]
- Tridyminae (Tridymina Thomson, 1876. Типовой род: Tridymus Ratzeburg, 1848. Также трактовалось как Tridyminae в работе Ashmead, 1904)[14] и как синоним Pireninae):
  - Calyconotiscus Narendran & Saleem[15]
  - Ecrizotes Förster, 1861
  - Epiterobia Girault, 1914
  - Gastrancistrus Westwood, 1833
  - Melancistrus Graham, 1969[16]
  - Oxyglypta Forster, 1856
  - Premiscogaster Girault, 1933
  - Sirovena Bouček, 1988[17]
  - Spathopus Ashmead, 1904
  - Spinancistrus Kamijo, 1977